# Danilson Córdoba
Luis Danilson Córdoba Rodríguez (Quibdó, 6 settembre 1986) è un ex calciatore colombiano, di ruolo centrocampista.

## Palmarès
- Campionato giapponese: 1

Nagoya Grampus: 2010